# Pagaran Tayas
Pagaran Tayas is een bestuurslaag in het regentschap Padang Lawas van de provincie Noord-Sumatra, Indonesië. Pagaran Tayas telt 77 inwoners (volkstelling 2010).